# 芝山站
芝山站位於台灣台北市士林區蘭雅地區德行里，為台北捷運淡水信義線（淡水線）的捷運車站。

## 車站概要
車站位於福華路上，福國路口一帶；車站編號為R17／LR08。通車前曾暫名為福國，取自車站前方道路名，而後定為現名，站名取自東邊的自然史蹟「芝山岩」。
車站所在地之地名為「德行」（竹巷仔），屬於湳雅地區（蘭雅次分區）。

## 車站構造
高架二層車站，一個島式月台，兩個出入口。本站設有半高式月台門。

### 車站樓層

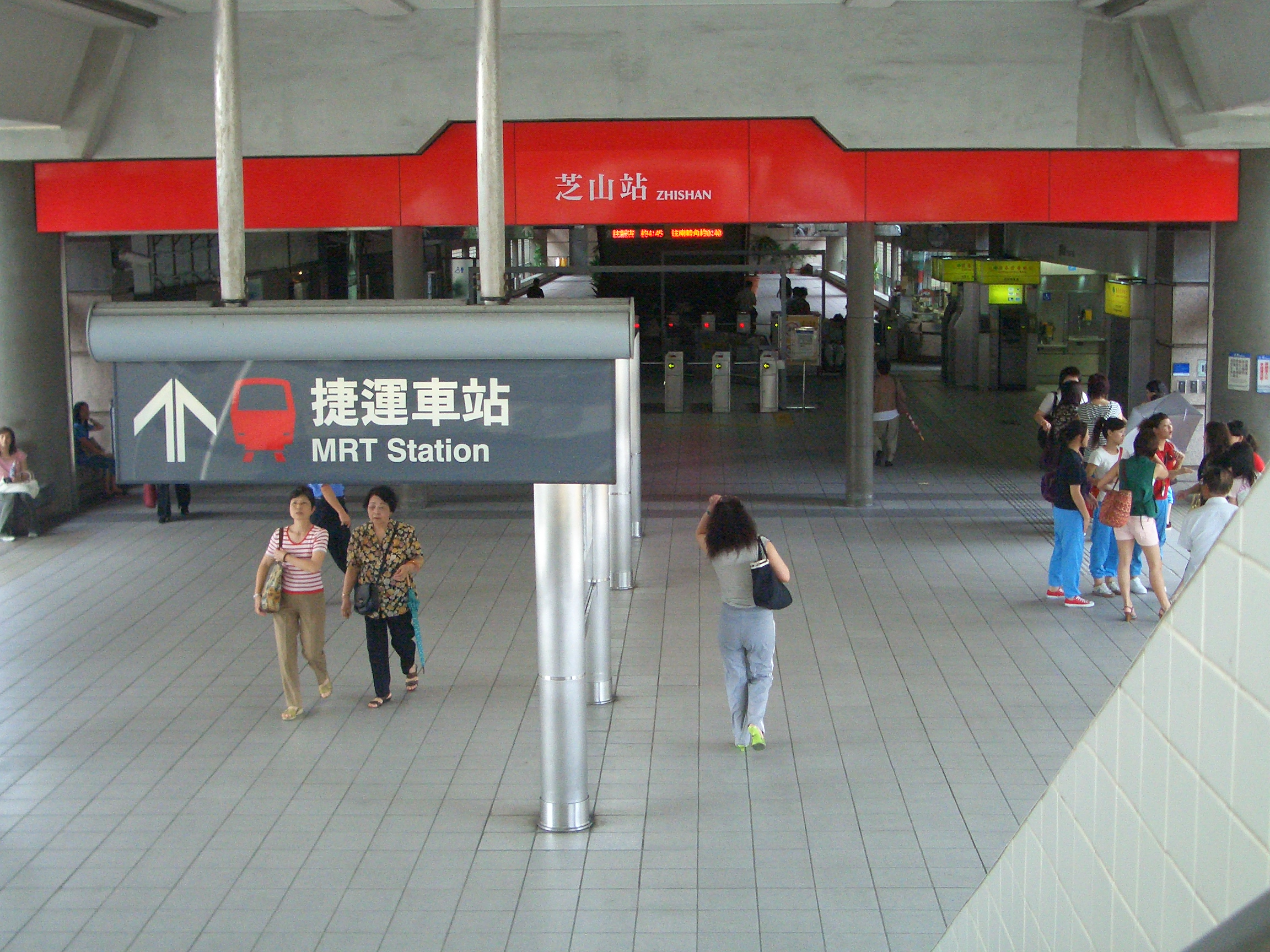
從天橋上看芝山站

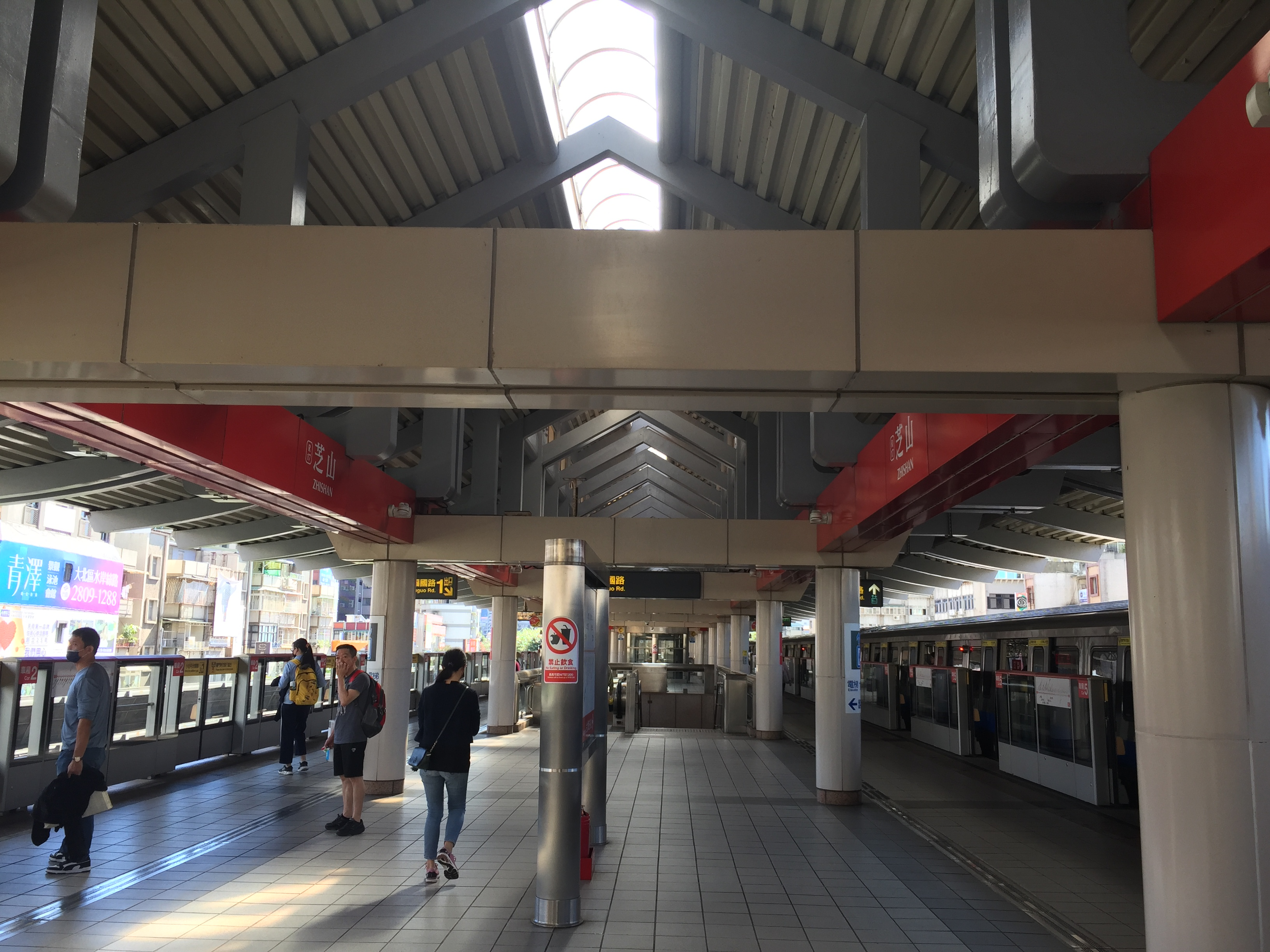
芝山站的月台

| 地上 二樓 | 一月台             | ←Template:淡水信義線 往淡水／北投方向（R18 明德站）                                                |
| 地上 二樓 | 島式月台，左側開門 | |
| 地上 二樓 | 二月台             | Template:淡水信義線 往象山／大安方向（R16 士林站）→                                                |
| 地面      | 大廳層 穿堂層      | 出入口、車站大廳、詢問處、自動售票機、驗票閘門 洗手間（站體西側付費區內） 天橋（站外，跨越福國路） |

### 車站出口
出口1位於車站南端，出口2位於車站北端，均設有YouBike站點。
| 出入口                      | 圖片 | 位置     |
| --------------------------- | ---- | -------- |
| 出入口1                     |      | 福國路   |
| 出入口2                     |      | 德行西路 |
| 註： 設有電梯 \| 設有手扶梯 |      |          |

## 歷史
- 1997年3月28日：隨著淡水線「淡水－中山」段正式通車而啟用[4]（p. 327）。
- 2003年：配合台北市政府改採漢語拼音為主要譯名標準的新政策，站名的官方英譯由原本威妥瑪拼音的Chihshan Station改為Zhishan Station。[5]
- 2010年11月20日：北側新增第二出入口啟用，並增設公車專用迴轉道。[6]
- 2014年12月3日：中午12點59分一名女性乘客在一月台（北上）列車進站時突然跳軌，雖然該名女子沒有受傷自行從月台前端爬回月台，但造成淡水信義線全線有10部列車和4000名乘客受影響，捷運公司之後採取至石牌站11以單線雙向營運，並啟動士林站至北投站公車接駁，於13點22分恢復正常營運。
- 2016年11月10日：半高式月台門正式啟用。

## 利用狀況
根據2024年12月資料，本站每日旅運量約為48,121人次，在台北捷運各站中排行第39名。
| 年   | 年間      | 年間      | 年間       | 年間  | 單日平均 | 單日平均 |
| 年   | 上車      | 下車      | 上下車計   | 來源  | 上車     | 上下車   |
| ---- | --------- | --------- | ---------- | ----- | -------- | -------- |
| 1997 | 690,309   | 643,370   | 1,333,679  | [ 7 ] | 2,474    | 4,780    |
| 1998 | 1,727,152 | 1,624,695 | 3,351,847  | [ 7 ] | 6,191    | 12,014   |
| 1999 | 3,031,455 | 2,867,349 | 5,898,804  | [ 7 ] | 8,305    | 16,161   |
| 2000 | 4,649,500 | 4,275,954 | 8,925,454  | [ 7 ] | 12,704   | 24,386   |
| 2001 | 4,569,259 | 4,262,826 | 8,832,085  | [ 7 ] | 12,519   | 24,197   |
| 2002 | 4,767,650 | 4,464,475 | 9,232,125  | [ 7 ] | 不計算   | 不計算   |
| 2003 | 4,540,000 | 4,232,770 | 8,772,770  | [ 7 ] | 12,438   | 24,035   |
| 2004 | 4,787,252 | 4,639,945 | 9,427,197  | [ 7 ] | 13,116   | 25,828   |
| 2005 | 4,973,779 | 4,847,178 | 9,820,957  | [ 7 ] | 13,590   | 26,833   |
| 2006 | 4,918,111 | 4,890,360 | 9,808,471  | [ 7 ] | 13,474   | 26,873   |
| 2007 | 5,047,344 | 5,050,762 | 10,098,106 | [ 7 ] | 13,828   | 27,666   |
| 2008 | 5,242,434 | 5,293,243 | 10,535,677 | [ 7 ] | 14,363   | 28,865   |
| 2009 | 6,045,176 | 6,171,168 | 12,216,344 | [ 7 ] | 16,517   | 33,378   |
| 2010 | 6,260,864 | 6,409,877 | 12,670,741 | [ 7 ] | 17,153   | 34,714   |
| 2011 | 7,075,244 | 7,160,765 | 14,236,009 | [ 7 ] | 19,384   | 39,003   |
| 2012 | 7,537,926 | 7,615,206 | 15,153,132 | [ 7 ] | 20,652   | 41,515   |
| 2013 | 7,662,647 | 7,786,966 | 15,449,613 | [ 7 ] | 20,936   | 42,212   |
| 2014 | 8,106,612 | 8,302,125 | 16,408,737 | [ 7 ] | 22,210   | 44,955   |
| 2015 | 8,310,863 | 8,450,270 | 16,761,133 | [ 7 ] | 22,769   | 45,921   |
| 2016 | 8,214,213 | 8,335,098 | 16,549,311 | [ 7 ] | 22,505   | 45,341   |
| 2017 | 8,175,224 | 8,329,561 | 16,504,785 | [ 7 ] | 22,337   | 45,095   |
| 2018 | 8,395,523 | 8,512,241 | 16,907,764 | [ 7 ] | 23,001   | 46,323   |
| 2019 | 8,528,563 | 8,593,000 | 17,121,563 | [ 7 ] | 23,366   | 46,908   |

## 車站周邊
- 遠東SOGO百貨天母店
- 大葉高島屋
- 新光三越百貨天母店
- 郭元益（本站和士林站之間）
- 家樂福天母店
- 蘭雅國小
- 雨農國小
- 臺北市立中正高級中學
- 文昌國小
- 台北歐洲學校
- 芝山岩
- 忠誠公園
- 士林德和宮
- 芝山巖惠濟宮
- 士林憲兵隊
- 雙溪河濱公園
- 臺北高等行政法院
- 法官學院
- 福林橋
- 士林橋
- 文昌橋
- 臺北市公共自行車租賃系統
  - 捷運芝山站（1號出口）
  - 捷運芝山站（2號出口）

## 公車資訊
站牌名為「捷運芝山站一」、「捷運芝山站（戲曲中心）」、「捷運芝山站（福國）」、「捷運芝山站（福華）」
| 市區公車           |                      |                              |                                                                   |
| 編號               | 經營業者             | 區間                         | 備註                                                              |
| 218                | 大南汽車             | 新北投－萬華                 | 停靠 捷運芝山站一、捷運芝山站（戲曲中心）站牌                     |
| 223                | 大南汽車             | 關渡－青年公園               | 停靠 捷運芝山站一、捷運芝山站（戲曲中心）站牌                     |
| 承德幹線           | 大南汽車             | 新北投－捷運市政府站         | 停靠 捷運芝山站一、捷運芝山站（戲曲中心）站牌                     |
| 267                | 光華巴士             | 天母－捷運大湖公園站         | 僅停靠 捷運芝山站（福國）站牌                                     |
| 277                | 大都會客運           | 松德站－榮總                 | 停靠 捷運芝山站一、捷運芝山站（戲曲中心）站牌                     |
| 280                | 中興巴士             | 天母－公館                   | 停靠 捷運芝山站一、捷運芝山站（戲曲中心）站牌                     |
| 280直              | 中興巴士             | 天母－公館                   | 例假日停駛。 停靠 捷運芝山站一、捷運芝山站（福國）站牌            |
| 302                | 大南汽車             | 關渡宮－萬華                 | 停靠 捷運芝山站一、捷運芝山站（戲曲中心）站牌                     |
| 302區間            | 大南汽車             | 關渡宮－兒童新樂園           | 停靠 捷運芝山站一、捷運芝山站（戲曲中心）站牌                     |
| 308                | 指南客運             | 淡江大學－捷運劍潭站         | 停靠 捷運芝山站一、捷運芝山站（戲曲中心）站牌                     |
| 310                | 台北客運             | 板橋－士林                   | 停靠 捷運芝山站一、捷運芝山站（福國）站牌                         |
| 508                | 三重客運             | 泰山－惇敘工商               | 停靠 捷運芝山站一、捷運芝山站（戲曲中心）站牌                     |
| 508 區間           | 三重客運、大都會客運 | 蘆洲－惇敘工商               | 停靠 捷運芝山站一、捷運芝山站（戲曲中心）站牌                     |
| 529                | 大南汽車             | 兒童新樂園－新光醫院         | 例假日停駛。 僅停靠 捷運芝山站一站牌                              |
| 536                | 首都客運             | 台北海大－大同之家           | 停靠 捷運芝山站一、捷運芝山站（戲曲中心）站牌                     |
| 536區間            | 首都客運             | 台北海大－榮總               | 停靠 捷運芝山站一、捷運芝山站（戲曲中心）站牌                     |
| 606                | 大都會客運           | 萬芳社區－榮總               | 停靠 捷運芝山站一、捷運芝山站（福國）站牌                         |
| 616                | 中興巴士             | 泰山－天母                   | 停靠 捷運芝山站一、捷運芝山站（戲曲中心）、捷運芝山站（福華）站牌 |
| 665                | 大南汽車             | 榮總－吳興街                 | 停靠 捷運芝山站一、捷運芝山站（戲曲中心）站牌                     |
| 680                | 光華巴士             | 天母－麟光                   | 停靠 捷運芝山站一、捷運芝山站（福國）站牌                         |
| 821                | 中興巴士             | 三芝－天文科學館             | 屬於新北市區公車。 停靠捷運芝山站（戲曲中心）站牌                 |
| 864                | 淡水客運             | 三芝－捷運劍潭站             | 屬於新北市區公車。 停靠 捷運芝山站一、捷運芝山站（戲曲中心）站牌  |
| 重慶幹線           | 大都會客運           | 天母－東園                   | 停靠 捷運芝山站一、捷運芝山站（戲曲中心）站牌                     |
| 市民小巴11         | 光華巴士             | 天母－捷運芝山站             | 僅停靠 捷運芝山站（福華）站牌                                     |
| 市民小巴12         | 三重客運             | 捷運芝山站－社子葫蘆堵       | 僅停靠 捷運芝山站（福華）站牌                                     |
| 市民小巴16         | 光華巴士             | 天母－捷運芝山站             | 僅停靠 捷運芝山站（福國）站牌                                     |
| 兒樂1號線          | 中興巴士、光華巴士   | 捷運士林站－兒童新樂園       | 僅停靠 捷運芝山站（福國）站牌                                     |
| 內科通勤專車13     | 大都會客運           | 天母－內湖科技園區           | 停靠 捷運芝山站一、捷運芝山站（戲曲中心）站牌                     |
| 內科通勤專車15     | 光華巴士             | 天母－內湖科技園區           | 停靠 捷運芝山站一、捷運芝山站（戲曲中心）站牌                     |
| 內科通勤專車16     | 大南汽車             | 捷運石牌站－內湖科技園區     | 停靠 捷運芝山站一、捷運芝山站（戲曲中心）站牌                     |
| 南軟通勤專車北投線 | 大南汽車             | 新北投－南港軟體園區         | 停靠 捷運芝山站一、捷運芝山站（戲曲中心）、捷運芝山站（福國）站牌 |
| 南軟通勤專車天母線 | 光華巴士             | 天母－南港軟體園區           | 停靠捷運芝山站（福國）站牌                                        |
| 紅68               | 首都客運             | 北投士林科技園區－捷運芝山站 | 停靠 捷運芝山站（福國）、捷運芝山站（福華）站牌                   |
| 通勤27             | 大南汽車             | 新北投－市政府               | 停靠 捷運芝山站一、捷運芝山站（戲曲中心）站牌                     |

| 國道客運 |      | |                |
| 經營業者 | 編號 | 營運路線 | 備註           |
| 國光客運 | 1801 | 基隆車站－中山高－內湖高中－碧湖公園－捷運文德站－麗山高中－捷運劍南路站－士林官邸－捷運芝山站（戲曲中心）－ 石牌－國立護院 | （石牌全程車） |

| 大葉高島屋 免費接駁車 |                                |                                                   |
| 線路                  | 營運路線                       | 備註                                              |
| 捷運線                | 大葉高島屋－捷運芝山站 1號出口 | 早上10:50起發車，每30分鐘一班。 1號出口對面乘車。 |

## 腳註

### 來源資料
1. 1 2  . 臺北大眾捷運股份有限公司. 2021-01-15.
2. ↑  臺灣堡圖〈士林〉. 臺灣總督府.
3. ↑  . 臺北市政府民政局.   [2019年2月28日]. （原始内容存档于2019年3月14日）.
4. 1 2  徐榮崇. . 臺北市文獻委員會. 2015年12月: 頁121–132  [2019-12-28]. ISBN 9789860469875. （原始内容存档于2020-12-07）.
5. ↑  . 蘋果日報. 2003-11-24  [2020-12-27]. （原始内容存档于2021-01-12） （中文（臺灣））.
6. ↑  芝山石牌增設出口
lhttp://www.ndpo.dorts.gov.tw/ct.asp?
xItem=117726&CtNode=12506&mp=115041] idead link date=2018#4F [bot=InternetArchiveBot fix-
attempted=yes 3}
7. ↑  . 臺北市交通統計資料庫查詢系統. 2019-04-10  [2019-05-05]. （原始内容存档于2019-07-13）.

- 臺北市商業處-商圈介紹-天母(商圈) （页面存档备份，存于）

## 外部連結
- 臺北大眾捷運股份有限公司 （页面存档备份，存于）
- 臺北市政府捷運工程局 （页面存档备份，存于）
- 芝山站位置圖（台北捷運公司） （页面存档备份，存于）
- 芝山站車站剖面相關位置圖（台北捷運公司） （页面存档备份，存于）
- 販賣店現況 （页面存档备份，存于）

25°6′10.24″N 121°31′21.12″E / 25.1028444°N 121.5225333°E